# Super Magnetic Neo
Super Magnetic Neo (Super Magnetic "NiuNiu" au Japon) est un jeu de plates-formes 3D développé pour la console de jeux Dreamcast. Il a été développé par Genki et édité par Crave Entertainment.

## Description
Le personnage principal du jeu est Neo. Il a la capacité de générer un champ magnétique depuis le sommet de sa tête à la manière d'un électroaimant. Comme dans de nombreux jeux de plates-formes, Neo peut courir et sauter mais il peut également inverser à sa guise la polarité de son champ magnétique afin d'induire des forces attractives ou répulsives avec les objets qui l'entourent. Il peut ainsi interagir avec de nombreux objets à travers les niveaux ce qui confère au gameplay un intérêt tout particulier.
Le scénario met en scène le gang de Pinki, ennemi du professeur qui crée le robot Neo pour déjouer leurs plans.
Le jeu s'étend sur quatre mondes :
- La jungle,
- L'ancien monde,
- Le far-west,
- Le monde futuriste

Chaque monde comprend quatre niveaux et un boss de fin.
Un item bonus est caché dans chaque niveau et met à contribution la VMU de la Dreamcast.